# كهف مالشام
 كهف مالشام  أطول كهف ملحي في العالم. يقع في جبل سدوم، على البحر الميت، إسرائيل. في مارس 2019 تم الكشف عنه من قبل فريق دولي بقيادة البروفيسور الجيولوجي الإسرائيلي أموس فرومكين، بعد قياس ثانٍ أن طوله يبلغ تقريبًا مرتين أكثر مما تم قياسه في الثمانينيات. 
تم قياس الكهف على مدى عامين ويبلغ طوله أكثر من 10 كم (6.2 ميل) وسوف يستمر في الزيادة مع ذوبان المزيد من الملح. كان يُعتقد سابقا ان الكهف الملحي الأطول هو كهف العراة الثلاثة البالغ طوله ٨٥، ٦ كلم (٢٦، ٤ ميل)، ويقع في جزيرة قشم في ايران.